# Visusti
Visusti är en ort i Estland. Den ligger i Palamuse kommun och landskapet Jõgevamaa, i den centrala delen av landet, 140 km sydost om huvudstaden Tallinn. Visusti ligger 77 meter över havet och antalet invånare är 106.
Terrängen runt Visusti är platt. Runt Visusti är det glesbefolkat, med 12 invånare per kvadratkilometer. Närmaste större samhälle är Jõgeva, 15,1 km norr om Visusti. Omgivningarna runt Visusti är en mosaik av jordbruksmark och naturlig växtlighet.